# Félix Fourdrain
Félix Alfred Fourdrain né à Paris le 3 février 1880 et mort dans la même ville le 24 octobre 1923 est un organiste et compositeur français.
Il est principalement connu pour ses opéras.

## Biographie
Fils d'un professeur de musique, Félix Fourdrain commence sa formation musicale à l'École de musique classique et religieuse (École Niedermeyer) à Paris.
Dès l'âge de dix-sept ans, en 1898, il est titulaire de l'orgue de l'église Saint-Nicolas-des-Champs.
Il étudie ensuite avec Alexandre Guilmant et Charles-Marie Widor au Conservatoire de Paris où il reçoit le premier prix d'orgue en 1902. Il suit ensuite les cours de composition de Jules Massenet qui devient son ami et mentor.
Il aura pour élèves entre autres Joseph-Arthur Bernier, Clotilde Coulombe et Georges-Émile Tanguay (en).
Félix Fourdrain meurt le 24 octobre 1923 des suites d'une double pneumonie. Il est inhumé au cimetière de Montrouge.

## Œuvres
La plupart de ses opéras ont été écrits en collaboration avec les librettistes et poètes Arthur Bernède et Paul de Choudens. Il a composé entre autres La Glaneuse (Opéra national de Lyon, 1909), Madame Roland (Théâtre des Arts de Rouen, 1913) et Vercingétorix (Opéra de Nice, 1912). Sa plus grande œuvre est La légende du Point d'Argentan créée en 1903 à l'Opéra-Comique à Paris 1903. Il a aussi composé l'opérette Cadet Rouselle.
- 1922 : La Fontaine des fées, conte de Robert Oudot, musique de Félix Fourdrain, au théâtre de verdure du Pré-Catelan[4].